# Ettore Cunial
Ettore Cunial (Possagno, 16 november 1905  – aldaar, 6 oktober 2005) was een Italiaans aartsbisschop.

## Biografie
Cunial werd geboren in 1905. In 1929 werd hij priester gewijd. In 1953 werd hij tot titulair aartsbisschop van Soteropolis benoemd door paus Pius XII. In 1976 werd hij door Paulus VI benoemd tot vice-camerlengo. In deze functie ging hij op pensioen in 2004.
Na de dood van Corrado Bafile werd Cunial de oudst levende bisschop. Hij overleed nog datzelfde jaar op 99-jarige leeftijd.